# 中国工农红军西路军
中国工农红军西路军，简称西路军，指1936年10月由中国工农红军红四方面军主力组成的部队。人数2.18万人，占当时红军总数的五分之二。西路军遵照中共中央的决议，西渡黄河欲占领甘肃和宁夏，但是因为中共中央战略意图在随后屡屡变更，使西路军进退失据。加之指挥失误，装备落后，没有群众基础等原因，5个月后西路军大部分被在祁連山附近遭马家军击溃。
西征的主要目的是为了控制陕甘宁同河西走廊链接苏联的陆地生命线，打通苏联军援的西北通道，但因西路军孤军作战，没有后援而以失败告终。西路军的失败在中共党内有重大影响，张国焘及其支持者的势力受到重创，张国焘也完全被排挤出领导核心，次年即从延安出走，与中共决裂。

## 起因
1935年8月4日，长征途中的中共在四川松潘县毛儿盖以南的沙窝寨召开政治局会议，通过了《中央关于一、四方面军会合后的政治形势与任务的决议》，决议指出：“西北各省是中国反动统治及帝国主义力量最薄弱的地区，在地理上又接近苏联及蒙古人民共和国，这更造成苏维埃与红军发展的有利条件。”9月12日，中共中央政治局在甘肃省迭部县俄界召开政治局扩大会议，毛泽东作了《关于与四方面军领导者的争论及今后战略方针的报告》，他认为应该首先打到甘东北或陕北，经过游击战争，打到苏联边界去，打通国际联系，得到国际的帮助，整顿休养兵力，扩大队伍，创建根据地，再向东发展。11月，由莫斯科回到陕北的共产国际代表林育英向中共转达了斯大林的指示：不反对中国红军主力从北方（外蒙方向）和西北（新疆方向）靠近苏联。
1936年1月下旬，红一方面军刚刚到达陕北不久，西北剿匪副总司令张学良与中共代表李克农在洛川秘密会谈，毛泽东电告李克农：“彼方如诚意抗日反蒋，则我方可助其在西北建立稳固局面，肃清蒋系势力，进一步助其回平津、东三省，军饷、械弹我方亦有办法助其解决”。4月9日晚，周恩来秘密潜入延安（当时由东北军控制），与张学良会谈。4月下旬，张学良对中共联络员刘鼎表示：再等半年，只要苏联方面能接纳他抗日的主张，愿意援助，而蒋仍不抗日，他就不惜和蒋翻脸。5月-6月，中共对未来西北战略作了计划：打通苏联，从而获得援助，联合红军、东北军、西北军，组成“西北国防政府”，大本营设于兰州，张学良任政府主席、抗日联军总司令。
按照计划，彭德怀率红一方面军占宁夏（当时宁夏包括今天的阿拉善盟，北接蒙古国）；红四方面军进青海，西拒马步芳，配合西北军占河西走廊；红二方面军居中策应东北军控制甘肃。7月24日，张学良与潘汉年谈判，要求红军开始实施打通苏联。1936年6月1日，陈济棠、李宗仁、白崇禧联合反蒋，爆发两广事变，蔣中正调镇守西北的胡宗南主力往湖南。中共致电共产国际，希望迅速获得苏联武器装备，以实施西渡黄河计划。共产国际电报回复，同意红军占领宁夏、甘西，但不同意其进入新疆，援助先经由外蒙、宁夏提供。
8月，红二、红四方面军抵达甘南。8月底，蔣中正和平解决两广事变。胡宗南部队再次北上，组织通渭会战。10月上旬末，张学良将会战计划密告中共，并提议红军及早进行宁夏战役，控制河西，从而打通苏联。于是毛泽东提前实施宁夏作战计划，红二、四方面军北上陕甘，与红一方面军先取宁夏，后取甘西，后来的三大主力会宁会师目的即是实现此计划。

## 渡河

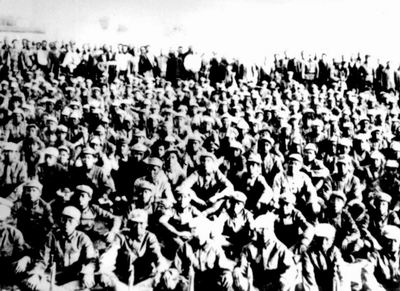
1936年10月，红四方面军开始准备渡江西征

10月11日，中共中央与中央军委下达了《十月份作战纲领》，“四方面军以一个军率造船技术部迅速进至靖远、中卫地段，选择利于攻击中卫与定远营之渡河点，以加速的努力造船，十一月十号前完成一切渡河准备”。三个方面军由朱德任总司令、张国焘任总政委，依照中共中央与军委的决定统一指挥。李先念领导的红30军接受了造船渡河的任务。
10月16日，蔣中正下达进剿令。10月18日，第三路军总司令朱绍良发布《剿匪计划纲要》，以国军第1军、37军、3军分兵进攻。10月19日，中共军委电令：“三十军渡河以至少备足十个船开始渡为宜，恐船过少，载兵不多，不能一举成功。”10月20日，朱德、张国焘率红军总部离会宁赴打拉池，行前交代，前线作战事宜由徐向前和陈昌浩负责。10月22日，蔣中正坐镇西安督战:508，徐向前率方面军总部离会宁抵甘沟驿指挥作战。同日，国军占领会宁:509。10月23日晚，30军在从红咀子渡口初渡黄河失败。10月24日晚，30军于靖远以南40里处的河抱口成功渡河，并突破马家军的河防阵地:510。朱德、张国焘、彭德怀在打拉池得知渡河成功后，即致电中共中央军委和徐向前、陈昌浩：“钳制西兰大路十月份在我手中之任务已大体完成，三十军渡河成功，开辟了执行之(新)任务的第一步胜利。”“根据中央军委前次关于战略方针指示，我三个方面军在这一期间以占领宁夏地区，扩大甘北地区和尽力巩固陕甘宁赤区，以及维持和扩大西兰大道以北广大活动地区，吸引胡、毛、王、关诸敌于西兰大路一带，接通远方，争取抗日统一战线的公开形成为战斗目的。”
10月26日凌晨，中共中央军委同意9军渡河，电文称：“三十军、九军过河后，可以三十军占领永登，九军必须强占红水以北之枢纽地带，并准备袭取定远营，此是极重要一着。”27日晨，9军及红四方面军总部渡河完成。10月29日，中央军委同意31军渡河，但因彭德怀建议，30 日军委又改变命令，令31军掉头赴麻春堡。而负责警戒的红一方面军红5军，由于关麟征师向靖远进发，于是朱德、张国焘令其渡河。由此，红四方面军的30军、9军、红一方面军的5军一共2.18万人在河西，与河东的红军分割开来，而渡河的这些部队仅带三四天的干粮。河西走廊人烟稀少，且缺乏饮用水源。渡江红军在无援的情况下只能北进一条山，开始孤军征程:512-513:407。

## 激战
陈昌浩和徐向前作部署，计划以30军为前锋，占一条山、五佛寺地区，控五佛寺渡口；以9军占锁罕堡、打拉牌等地，阻西南援敌；以5军居后，驻三角城警戒兰州来敌；总指挥部居中，位于赵家水。 30军很快占据了一条山村寨，李先念和程世才将军部设于双龙寺，然后程世才率88师两个团攻占五佛寺，并控制了渡口。而9军军长孙玉清、政委陈海松则指挥部队消灭了打拉牌等地的守军，并围困锁罕堡的600多守军。10月30日，中共中央军委电令：“九军、三十军暂控制眼井堡大路、三塘驿、五佛寺，休息待机。”11月1日，朱德、张国焘在关桥堡会见林育英，而后致电陈昌浩、徐向前，称苏联援助的军用物资已准备好，何时到达定远营尚待通知；河西的部队要准备单独出宁夏。陈昌浩和徐向前致电中央军委要求西进平大古凉。
11月3日，中共中央同意河西红军西进，但要求河西红军一部留守一条山、五佛寺地区。同日，共产国际致电中共中央，决定不采用从外蒙援助的办法，改成从新疆援助。红军与马步芳部全线激战。11月6日，陈昌浩、徐向前等制定“平大古凉战役计划”（平番，大靖，古浪，凉州），决定西进，于平大古凉占据立足点。同日，陈昌浩、徐向前决定放弃一条山、五佛寺地区。11月7日，陈昌浩、徐向前致电中央要求组织西北前委和军委西北分会。11月8日，中央决定放弃宁夏战役计划，提出“作战新计划”。以一方面军，二方面军组成南路军出陕南，四方面军河东2个军组成北路军，待机入晋，河西红军组成西路军，在河西建立根据地，打通去苏联路线，西路军因此正式成立。总指挥徐向前，政委陈昌浩，副总指挥王树声，参谋长李特，政治部主任李卓然，政治保卫局局长曾传六。
西路军下辖三个军：
- 第五军：军长董振堂，政委黄超，参谋长李屏仁，政治部主任杨克明，辖2师4个团，3,000余人，枪1,000余支，平均每枪子弹5发。
- 第九军：军长孙玉清，政委陈海松，参谋长陈伯稚，政治部主任曾日三，辖2师6个团，6,500余人，枪2,500余支，平均每枪子弹15发。
- 第三十军：军长程世才，政委李先念，参谋长黄鹄显，政治部主任李天焕，辖2师6个团，7,000余人，枪3,200余支，平均每枪子弹25发。

另有骑兵师，200人马，200支枪，平均每枪子弹25发。全军计21,800人，机关、医院、伤病员及勤杂人员占40%左右。
11月11日，中央两次去电询问西路军是否有把握单独西进接近新疆取得接济，与盛世才部会合:415，有意让西路军东返。11月12日，西路军领导回复“二马主力约全数三分之二已受我打击”，“现时即不能与主力互相策应，依据现在敌力我力估计，我们可以完成任务”。徐向前在会上表示西路军已不能在河西走廊耗费兵力时间，应极力进攻新疆，并带部队先向凉州进攻:522。
11月13日，红九军攻打古浪，吸引马家军主力，但是损失惨重:524:417-418。而红三十军则围困凉州，并继续西进攻占永昌、山丹:524。
11月14日，朱德、张国焘电西路军鼓劲“对你们之敌现马步芳、青两部，又分散，又（便）于你们各个击破，后东追之敌并不多，守甘、凉、肃之兵力亦不充足，最利你们各个击破敌人，夺得甘、凉、肃根据地和打通远方任务，这是你们独立可能完成的。”同一天河东的彭德怀却对中央军毛炳文可能渡河追击西路军的前景表示忧虑，提出河东红军主力派出一部“向靖远、中卫、中宁、会宁、静宁活动调毛敌，声援西路军，否则西路军陷于孤立”。而毛泽东则认为还有更好的办法“声援西路军”，即在河东打一仗，打击胡宗南：“据彭电，胡敌续向豫旺进攻，不消灭其一部不能南进。似此有打胡敌之机会，自以集中一、四、十五、三十一军在数日内打一仗再南进为有利。”
11月16日，中央军第三十七军毛炳文部果然开始西渡黄河追击西路军，河东朱、张一改两天前的信心满满，变成了忧心忡忡：“毛炳文部可于巧日（十八日）渡河完毕，对西路军判断，认为我西路军已无再东渡可能”，“我们须急设法帮助和策应他们，因他们太孤立，并须急打通远方，得到接济至关重要”。紧接着，西路军首长也一改几天前的信心满满，11月17日提出了“任务次序之询”：“是否我们控制肃州、甘州在手，由远方（即新疆盛世才当局）负责与我们打通，还是我们主力进行玉门、安西或到新疆才有办法。如打通远方为主要任务，我在现地区创造根据地不能不居次要地位。如遇特别情况时，是否我们将去打通远方，请速详示”。在这个很关键的时刻，11月18日毛泽东致电朱德、张国焘，指出：“只有战胜胡军才便开展局面，才是策应河西的好办法”。
11月18日，河东的红四、红三十一军先在甜水堡重创中央军精锐主力胡宗南部第一师第二旅；11月21日，河东红军的三个方面军主力取得山城堡战役胜利，歼中央军精锐主力胡宗南部丁德隆第七十八师。11月22日，蔣中正急电在兰州的甘肃省主席兼驻甘绥靖主任兼任西北剿共军第1路总指挥朱绍良：“朱主任逸民兄：河西之匪既向西远窜，则以后追击部队应另定部署，此时应即抽调毛军（即第37军）速回转河东岸，协同第一军（即胡宗南部）先肃清河东毛、徐主力为要。毛军最快何时可以调回河东之何地，希详复。中正”河东主力红军主力也一战改变了被动战局，在陕甘宁地区站住了脚，原拟南进乃至“再来一次长征”的筹划随之搁置；还增加了张学良、杨虎城与共产党红军合作逼蒋抗日的信心。张在山城堡战役之后，态度从低调秘密联共开始转向高调公开联共。
此时中央军委来电要求西路军停止西进，而在永昌、凉州建立根据地:525。徐向前主张部队应抓紧时间西进，而陈昌浩则主张停下、建立根据地为上策。双方争吵激烈，但因陈昌浩是政委，徐向前无法自行从事:525-526:419，于是双方致电中央，而中央复电仍要西路军就地作战:527:420。此时马家军调整部队开始强攻，双方在四十里铺、东南八坝、水磨关、永昌、山丹发生战役，马家军与红军各损失六千人，西路军只有一万五千人:530-531:423。
11月18日，西路军进驻永昌县城，直至12月28日主动撤离，共驻守40余天，期间在永昌县创建了“中华苏维埃永昌区政府”和13个区乡村苏维埃，负责人为“黄部长”，苏维埃政府主席张仲科，苏维埃政府军事委员兼青年大队长王思福。
12月12日，西安事变发生，马家军因此忽然停止对西路军进攻:532:424。此时西路军内部仍然就东进和西进方针而争执不已，徐向前及大部分西路军将领主张继续西进:535。24日，中央致电要求东进，以减轻陕北红军压力:535:425-426。而此时，西安事变和平解决。27日，中央致电西路军继续此前西进计划:537。12月底，西路军开始西进，并迅速攻占高台、临泽:537。此时，中央军委却忽然电告西路军停止西进，在甘肃地区建立根据地:538。西路军走走停停的战略，使得马家军有足够准备进行追击和围攻:538。
1937年1月12日，马家军攻占高台，红五军全军覆没:539:630:430。16日，中央电报要求西路军东进:539:433；23日，马家军组织七万兵力开始围剿东进的西路军:541-542。2月中旬，中央致电西路军放弃东进计划，而改为西进:541-542，并反对西路军东出青海大通:544。2月21日，西路军从倪家营子突围东进:434，并在西洞堡歼灭尾随而至的马家军宪兵团，缴获颇丰。而此时徐向前与陈昌浩再次就行军方向产生分歧:545：陈昌浩主张重返倪家营子、建立甘北根据地，并指责徐向前是“右倾逃跑主义”:545。重返倪家营子后的西路军面临的是马家军的重新围攻:440，在经过七昼夜的战斗后，西路军再次突围，此时已剩三千余人:548:444-446。
3月14日，部队在石窝山开会:451，军政委员会决定陈昌浩、徐向前返回延安；现有部队分散打游击:549。剩下部队兵分三路，由王树声、毕占云、李先念分别带队:45-451，以红三十军剩下的五个营组成左支队，由李先念、程世才率领向南，深入祁连山区游击。西路军工作委员会成员随部行动；以红九军剩下的五千余人及百余骑兵组成右支队，由副总指挥王树声率領向北，依托祁连山北麓展开游击；以总直特务团两个连和伤病组成中支队，由红五军参谋长毕占云率领就地坚持游击。其中最后只有李先念带领的一支七百余人部队经过祁连山、抵达新疆:550:630:453；其余河西西路军全军覆没:630。

## 结局
壮志匡神州，拔剑扫妖氛；

勇士战场死，祁连葬英魂。

全军沉血海，敢顾家与身？

痛悼诸战友，长风万里行。

耿耿怀大义，凛凛报国心；

不求垂青史，愿作铺路尘。

悲愤碎肝胆，革命倍艰辛；

抬头望宇宙，歌罢泪纷纷。
徐向前、陈昌浩返回陕北向党中央汇报情况，陈昌浩更声称要回陕北跟中央斗争。徐向前一个人沿着祁连山昼夜兼程，在平凉，徐向前遇到了由刘伯承、张浩率领的援西军的前哨——耿飙的部队，顺利地回到了延安:551-552。在保存下来的红四方面军改编为八路军一二九师后，徐向前担任了副师长，成为八路军中的一员重要将领。而陈昌浩回了老家，1937年6月辗转来到武汉，抗战全面爆发后才回到延安。
西路军余部分成三个支队，在由李卓然、李先念等组成的西路军工作委员会领导下转入祁连山区打游击。其中两个支队大部分损失。
杨秀坤（红八十九师副师长兼二六八团团长）、刘庆南（二六八团政委）、饶子健（二六八团参谋长）先期到达星星峡。1937年4月29日，李先念、李卓然、程世才率领西路军左支队经历了49个日夜的艰苦征程，抵达新疆东大门星星峡，受到边防站负责人王效典等有关人员的热情接待。在星星峡期间，西路军余部配合盛世才消灭了哈密的姚尔博斯部。西路军余部437人到达新疆迪化（今乌鲁木齐）。5月1日，中共中央代表陈云、滕代远、冯铉等五人带着一个由40多辆汽车组成的车队驶抵星星峡，受到正在参加庆祝“五一”大会的左支队人员的热烈欢迎。陈云代表党中央和向经历了千辛万险，终于回到党的怀抱的左支队指战员表示慰问，他说：“革命斗争中有胜利也有失败、只要我们保存下革命的有生力量，我们就会发展壮大起来。你们现在的几十几百人，将来就可以扩充到几千几万人，争取革命更大的胜利。”陈云讲完话后，便命令将随车带来的给养物资分发给大家，每人一套夹衣、一套衬衣、一个碗、一双筷子，还有大批哈密瓜。陈云对西路军李先念、程世才等领导一再表示慰问和鼓励，说：党中央一直非常关心你们，你们在那么困难的情况下坚持战斗，顽强不屈，把剩下的这部分人带到星星峡，是好样的！陈云向李先念等人介绍了国际国内形势和党中央的路线、方针，要求大家树立信心，带好队伍，准备迎接新的战斗。5月4日，陈云率领全体人员来到九十里外的苦水。休息时，他又向大家讲话，他说：“同志们，不要为暂时的失败灰心丧气。这是革命的挫折，也是革命的代价。不要难过，不怪同志们，西路军是英勇顽强的。革命斗争有胜利也有失败，不要光看到失败，更要看到未来的胜利前景，中国革命的最后胜利必定将属于我们！”他要求大家一要吃好、二要睡好，到达驻地时要严守秘密，遵守纪律，尊重少数民族风俗习惯，好好学习。5月7日到达迪化，进驻西大桥附近的卑民纱厂，在这里检查身体，治疗伤痛，伙每天有大米、白面、猪肉、牛羊肉吃。5月8日，陈云召集团以上干部会议，指出，突围出来的左支队到迪化，是通过苏联斡旋建立的统战关系的结果。盛世才同意左支队进迪化是有条件的。为了适应形势，左支队在迪化不能穿红军服装，需换穿盛世才部队的服装来掩护身份。后陈云在写给王明并转给中共驻共产国际代表的信中，又专门提到此事，其中讲到，“虽然我们队伍也一样穿着国民革命军的服装，戴着青天白日徽章，但是我一眼就可以认出谁是我们的人，谁是他们的人。”先借住在西大桥一家纺纱厂的宿舍，接着又搬到东门外一处营房。西路军余部的驻地，是4个相连的院落，改称“中国工农红军西路军总支队”，对外称盛世才的“新兵营”。西路军总支队下辖4个队。每个队下辖3个排，每个排辖3个班，每班10个人左右。另有60多名连、营、团职干部，被编为干部队，由中央代表陈云直接领导。“新兵营”中，红三十军的指战员占多数。为了搞好同四方面军总部、红五军、红九军同志的团结，身为红三十军政委的李先念特别要求“红三十军的同志严格要求自己，珍视和兄弟部队的团结，绝不能搞山头主义，搞小圈子”。根据学员的不同程度，总支队部将学员编为甲乙丙三个班级，甲班学习初中课程，乙班学习小学课程，丙班以识字和扫盲为主。教员主要从“新兵营”中挑选。总支队拟定培训技术人才的方案后，首先得到盛世才的苏联总顾问巴宁中将的支持，随后与盛世才交流协商。在苏联总顾问的促进下，当时对中国共产党亲善的盛世才对此表示同意。1937年12月，盛世才当着“新兵营”饶子健营长的面指示负责装甲车教学的李国卿“教好教通，不能含糊。”1938年初，从延安来了几十名青年学生到新兵营，其中有6名女同志和天宝等3名男同志任我们的文化教员，帮助、辅导学习文化，19人去学飞机。另外，中共方面设法从苏军驻哈密的红八团调来几名苏联教官加强教学。新兵营营区在迪化东门外现五星路一带，北面即为装甲车部队驻地，作为指挥机关的工委会和总队部住在路南即装甲车驻地对面。1938年1月，文化基础课学习结束，开始转入军事技术学习和训练。一、二队学习汽车；三、四队学习炮（后改为特科大队）；警卫排学习装甲车（在盛世才的装甲车队学习，每天回新兵营吃饭，每星期六过组织生活）；干部队变化大，有部分同志回延安，部分同志调入盛世才部任职，余下的分别学习军医、兽医和无线电；从中选出25名同志学习飞机。警卫排编为一大队的四排。后来，一、二、三大队合成一个大队二百多人学驾驶汽车，第四队一百多人学炮为特科大队。开学时，陈云代表中共中央作动员报告。新兵营：
- 总支队长杨秀坤、政委刘庆南、参谋长饶子健、政治处主任姚运良，总支书记喻同金。军、师级干部李先念、李卓然、程世才、李特、曾传六、黄火青、黄超、郭天民、李天焕等没有分配职务，暂在总支队部学习休息；听候党中央安排。秘书冯铉、段子俊和李春田等。还设有参谋、警卫员、油印员、管理员。警卫排后编为第一队第四排。军事顾问是苏联人安德烈，技术人员也是苏联人。
- 第1队，编有4个排，总共67人在新疆汽车局和修配厂学习驾驶和修理技术。第4排（原左路军总队部警卫排）在学习汽车技术的基础上，到盛世才的装甲车队学习装甲车驾驶和实弹射击，称为装甲排。该排有三五十人，由赵敏喜、傅得昌任正、副排长，内容主要有机械原理、驾驶、枪炮射击（包括两三次实弹）、战术等，直接在盛世才部装备的16辆苏制轮式装甲车上实习，有“发依拉/发依坎”（二轴四轮的FAI）轻型装甲侦察车、“布瓦25/26”（二轴六轮的BA-27）轻型装甲车和“布瓦26/27”（三轴十轮的BA-6）重型装甲车。1938年2月1日中共驻新疆代表邓发关于新兵营学习情况等给张闻天转中共中央的报告中提到，“学钢甲车的，理论快上完，现开始学开车，车上武器已开始学。学习常努力。不过前十天曾翻了一个车，未伤人，其余未发生什么问题。”把曾在苏联学习过驾驶坦克的吉合等调来当教员，提高了学员积极性和学习质量。1939年6月，这些学员学完了装甲车，准备学习新式坦克，但一直没等到。7月6日起，由支队首长组织到城西5-10公里处，野营训练连、营攻防战术，和行军、宿营等科目操练，中共中央军委副主席周恩来赴苏联途经新疆迪化时，专程到野营地看望学员，为他们介绍国内外形势。1939年9月这些学员以参观的名义，在装甲车部队中参加盛世才部为期三天的联合兵种演习，不断按苏联顾问提出的情况进行判断和行动，见到飞机、重炮、装甲车、骑兵和无线电通讯的实际应用。9月下旬结束野营返回迪化后，也一直没学到新式坦克，只进行文化学习。12月下旬根据中共中央指示，干部大队329人乘坐30辆毡篷卡车从迪化启程返回延安。为预防国民党制造摩擦和阻碍，中央以华侨名义为干部大队办理了通行护照，并决定其与苏联车队同行。1940年1月1日出发时，陈潭秋将学装甲车的40多名同志组成武装护卫排，配备盛世才赠送给朱德总司令的4挺苏制DT坦克机枪和4000发子弹，和向盛世才要来的30支三八式步枪，并再三叮嘱将这些武器带到延安送给毛主席和朱总司令的警卫队。这一苏联车队有约30辆带篷卡车运载T-26坦克零部件等援助物资到兰州给国民政府，每辆车篷都盖得严严实实，苏联方面每天都派飞机联络，到兰州后与干部大队分别。干部大队于1月5日回到延安，1月8日，中央军委总政治部举行欢迎晚会，毛泽东主席出席并讲话。1940年1月18日八路军驻新疆办事处为新兵营回延安及安排人员留迪化学坦克等致邓发并报中共中央书记处电提到，“陈福海、赵丙琐及其他会开汽车的共六人，拟与仁兄交涉留此学坦克，因仁兄处有坦克十一部。”
- 第2队
- 第3队
- 第4队：

1937年12月中旬，李先念、李卓然、程世才、李天焕、郭天民等高级干部奉命乘飞机返回延安，部队交中共中央代表邓发管理。李先念回延安后，一度被降为营级干部，后经毛泽东安排到新四军开辟鄂豫边根据地。1940年2月，新兵营大部人员返回延安。
西路军二万一千八百人在河西走廊几乎全军覆灭。其中七千多人陣亡，被俘九千多人。被俘后五千六百多人被杀，回到家乡者二千多人，经营救回到延安者四千多人，流落西北各地者二千多人。由于兵力损失惨重，1937年3月在延安召开的政治局会议，张国焘遭到面对面的批判，张国焘被免除红军总政委一职，改任边区副主席，后投靠国民政府；二号人物陈昌浩被闲置，毛泽东的领导地位牢固树立。

## 评价和争议
毛泽东在1936年12月所写的《中国革命战争的战略问题》一文中说：“为敌人吓倒的极端的例子，是退却主义的‘张国焘路线’。红军第四方面军的西路军在黄河以西的失败，是这个路线的最后的破产。”1951年出版的经毛泽东本人审定的《毛泽东选集》第一卷中，针对这段文字的注释为：“一九三六年秋季，红四方面军与红二方面军会合后，从西康东北部出发，作北上的转移。张国焘这时候仍然坚持反党，坚持他一贯的退却主义和取消主义。同年十月，红二、四方面军到达甘肃后，张国焘命令红四方面军的前锋部队二万余人，组织西路军，渡黄河向青海西进。西路军一九三六年十二月在战争中受到打击而基本失败，至一九三七年三月完全失败。”
文化大革命结束后，1981年11月22日，陈云同李先念谈起西路军问题，指出：“西路军过河是党中央为执行宁夏战役计划而决定的，不能说是张国焘分裂路线的产物。” 1991年6月，经中共中央批准的《毛泽东选集》第二版出版发行，新版《毛泽东选集》第一卷所收入的《中国革命战争的战略问题》一文中，就对西路军的注释这样写道：“1936年7月，红四方面军和红二方面军会合后，由于中共中央的积极争取，并经过朱德、刘伯承等以及四方面军广大指战员的斗争，张国焘被迫同意与二方面军共同北上，于同年10月到达甘肃会宁。10月下旬，四方面军一部奉中央军委指示西渡黄河，执行宁夏战役计划。11月上旬根据中共中央和中央军委的决定，过河部队称西路军。他们在极端困难的条件下孤军奋战４个月，歼敌2万余人，终因敌众我寡，于1937年3月失败。”
2004年，由兰州西路军研究会编纂的《中国工农红军西路军·文献卷》由甘肃人民出版社出版发行。洪学智在为该书所作的序言中指出：“很长时期，西路军由于被当作是‘张国焘路线’的牺牲品，其史实及研究都被视为‘禁区’，尘封了半个世纪，幸存者大多命运坎坷，备受压抑和屈辱，受到极不公正的对待。”

## 在乡西路军红军老战士
1984年2月29日民政部、财政部、卫生部、总政治部《关于解决在乡西路军红军老战士称号和生活待遇问题的通知》(民[1984]优9号)第一条规定“凡经当地政府确认为西路军流落人员的，在没有发现重大政治历史问题的情况下，一般应当给予承认，并统一称为西路军红军老战士。”第二条规定：“凡确认为西路军红军老战士的，都发给定期补助。其标准应略低于退伍红军老战士的定期补助”。